# Фицуолтер, Уолтер, 7-й барон Фицуолтер
Уолтер Фицуолтер (англ. Walter FitzWalter; 22 июня 1400 — 25 ноября 1431) — английский аристократ, 7-й барон Фицуолтер с 1415 года. Сын Уолтера Фицуолтера, 5-го барона Фицуолтера, и Джоан Деверё. После смерти старшего брата Хамфри унаследовал семейные владения (главным образом в Эссексе) и баронский титул. Воевал на континенте: сражался при Мелюне в 1420 году, при Боже в 1421 году (в этом сражении попал в плен). До января 1421 года был посвящён в рыцари. Был женат на Элизабет Чидеок, в этом браке родилась дочь Элизабет (1430 — не позже 1485), ставшая после смерти отца баронессой Фицуолтер в своём праве (suo jure), бывшая замужем за Джоном Рэдклиффом и за сэром Джоном Динхемом.